# Manfred Gräber
Manfred Gräber (* 7. Dezember 1964 in Bruneck) ist ein ehemaliger italienischer Naturbahnrodler. Er startete sowohl im Einsitzer als auch im Doppelsitzer und wurde 1994 Weltmeister im Doppelsitzer und 1987 sowie 1995 Europameister im Einsitzer. Zudem gewann er weitere vier Medaillen bei Welt- und Europameisterschaften und zwei Medaillen bei Junioreneuropameisterschaften. Im Weltcup gewann er zwei Rennen und erreichte in der Saison 1993/1994 den zweiten Gesamtrang im Doppelsitzer-Weltcup sowie in der Saison 1994/1995 den Gesamtsieg im Einsitzer-Weltcup. Gräber lebt in St. Lorenzen.

## Karriere
Manfred Gräber nahm von 1980 bis 1983 an den Junioreneuropameisterschaften teil. Seine besten Resultate waren zwei dritte Plätze, 1982 im Doppelsitzer mit Robert Dorfmann und 1983 im Einsitzer. 1983 war er auch erstmals in der Allgemeinen Klasse bei einer Europameisterschaft am Start und erreichte mit Ernst Oberhammer den sechsten Platz im Doppelsitzer. Seine erste Medaille und gleichzeitig den ersten Titel in der Allgemeinen Klasse gewann er mit dem Sieg im Einsitzer bei der Europameisterschaft 1987 in Jesenice. Zwei Jahre später gewann er bei der Europameisterschaft 1989 in Garmisch-Partenkirchen die Bronzemedaille im Einsitzer und zusammen mit Ernst Marmsoler die Silbermedaille im Doppelsitzer. 1993 wurde er in Stein an der Enns Vierter im Einsitzer.
Bei seinen ersten beiden Weltmeisterschaftsteilnahmen blieb Gräber ohne Medaille: 1990 wurde er in Gsies Sechster im Einsitzer und mit Ernst Marmsoler Sechster im Doppelsitzer, 1992 erzielte er in Bad Goisern den siebenten Platz im Einsitzer. Im Europapokal wurde er 1992 Dritter und 1995 Zweiter im Einsitzer. Bei der Weltmeisterschaft 1994 in Gsies gewann Gräber mit Günther Steinhauser die Goldmedaille im Doppelsitzer und erzielte im Einsitzer den vierten Platz. Im folgenden Jahr wurde er bei der Europameisterschaft 1995 in Kandalakscha zum zweiten Mal Europameister im Einsitzer. 1996 blieb der Italiener bei der Weltmeisterschaft in Oberperfuss als Vierter des Einsitzerwettbewerbes knapp ohne Medaille. Bei der Europameisterschaft 1997 in Moos in Passeier gewann er die Silbermedaille im Einsitzer und bei der Weltmeisterschaft 1998 in Rautavaara gewann er zusammen mit Hubert Burger im Doppelsitzer eine weitere Silbermedaille, während er im Einsitzer den sechsten Platz belegte.
In der ersten Weltcupsaison 1992/1993 erzielte Gräber zwei dritte Plätze im Einsitzer, kam im Gesamtweltcup aber nicht unter die besten sechs. Zu Beginn der Saison 1993/1994 feierte er im Doppelsitzerwettbewerb in Völs zusammen mit Günther Steinhauser den ersten Weltcupsieg. Sie gewannen das Rennen zeitgleich mit ihren Landsmännern Almir Betemps und Corrado Herin, die auch alle weiteren vier Saisonrennen gewannen. Gräber und Steinhauser erreichten in den nächsten drei Rennen jeweils den zweiten Platz und damit auch im Doppelsitzer-Gesamtweltcup hinter Betemps/Herin den zweiten Rang. In den folgenden Jahren war Gräber wieder im Einsitzer erfolgreich. In der Saison 1994/1995, in der lediglich vier Weltcuprennen ausgetragen wurden, blieb er zwar sieglos, sicherte sich aber mit drei zweiten und einem dritten Platz trotzdem den Gewinn des Gesamtweltcups. Nach einem fünften Gesamtrang in der Saison 1995/1996 gewann er zu Beginn der Saison 1996/1997 in Rautavaara sein erstes und einziges Weltcuprennen im Einsitzer. Im Gesamtweltcup erreichte er damit den dritten Platz. In seiner letzten Saison 1997/1998 erzielte er mit zwei zweiten und einem dritten Platz den fünften Rang im Einsitzer-Gesamtweltcup. Zusammen mit Hubert Burger gelangen ihm im Doppelsitzer zwei zweite Plätze, was den vierten Rang im Doppelsitzer-Gesamtweltcup bedeutete.

## Sportliche Erfolge

### Weltmeisterschaften
- Gsies 1990: 6. Einsitzer, 6. Doppelsitzer (mit Ernst Marmsoler)
- Bad Goisern 1992: 7. Einsitzer
- Gsies 1994: 4. Einsitzer, 1. Doppelsitzer (mit Günther Steinhauser)
- Oberperfuss 1996: 4. Einsitzer
- Rautavaara 1998: 6. Einsitzer, 2. Doppelsitzer (mit Hubert Burger)

### Europameisterschaften
- St. Konrad: 6. Doppelsitzer (mit Ernst Oberhammer)
- Jesenice 1987: 1. Einsitzer
- Garmisch-Partenkirchen 1989: 3. Einsitzer, 2. Doppelsitzer (mit Ernst Marmsoler)
- Stein an der Enns 1993: 4. Einsitzer
- Kandalakscha 1995: 1. Einsitzer
- Moos in Passeier 1997: 2. Einsitzer

### Junioreneuropameisterschaften
- St. Lorenzen 1980: 8. Doppelsitzer (mit Oskar Gräber)
- Stumm 1981: 4. Einsitzer, 5. Doppelsitzer (mit Rainer Thomaseth)
- Aosta 1982: 6. Einsitzer, 3. Doppelsitzer (mit Robert Dorfmann)
- Montreux 1983: 3. Einsitzer, 6. Doppelsitzer (mit Robert Dorfmann)

### Weltcup
- Gesamtsieg im Einsitzer-Weltcup in der Saison 1994/1995
- 2. Platz im Doppelsitzer-Gesamtweltcup in der Saison 1993/1994 (mit Günther Steinhauser)
- 3. Platz im Einsitzer-Gesamtweltcup in der Saison 1996/1997
- Insgesamt 19 Podestplätze (13 im Einsitzer und 6 im Doppelsitzer)
- 2 Weltcupsiege:

| Datum             | Ort        | Land     | Disziplin    |
| ----------------- | ---------- | -------- | ------------ |
| 16. Januar 1994   | Völs       | Italien  | Doppelsitzer |
| 22. Dezember 1996 | Rautavaara | Finnland | Einsitzer    |